# Alps de Fiemme
Els Alps de Fiemme (alemany: Fleimstaler Alpen) o Dolomites de Fiemme (italià: Dolomiti di Fiemme) són un massís dels Prealps orientals meridionals. S'aixequen a Itàlia (Trentino - Tirol del Sud).
Pertanyen al conjunt de les Dolomites i la Cima d'Asta és el punt culminant del massís.

## Geografia

### Situació
El massís és envoltat dels Alps de Sarntal al nord, les Dolomites a l'est, els Prealps vicentins al sud i els massissos de Brenta i de Non a l'oest.
Són envoltats per l'Adige a l'oest i la Brenta al sud. La Vall de Fiemme i la Vall de Cembra travessen el massís cap al sud-oest seguint el curs de l'Avisio.
És constituït, entre d'altres, de les carenes de Latemar al nord i de Lagorai, a l'est.

### Cims principals

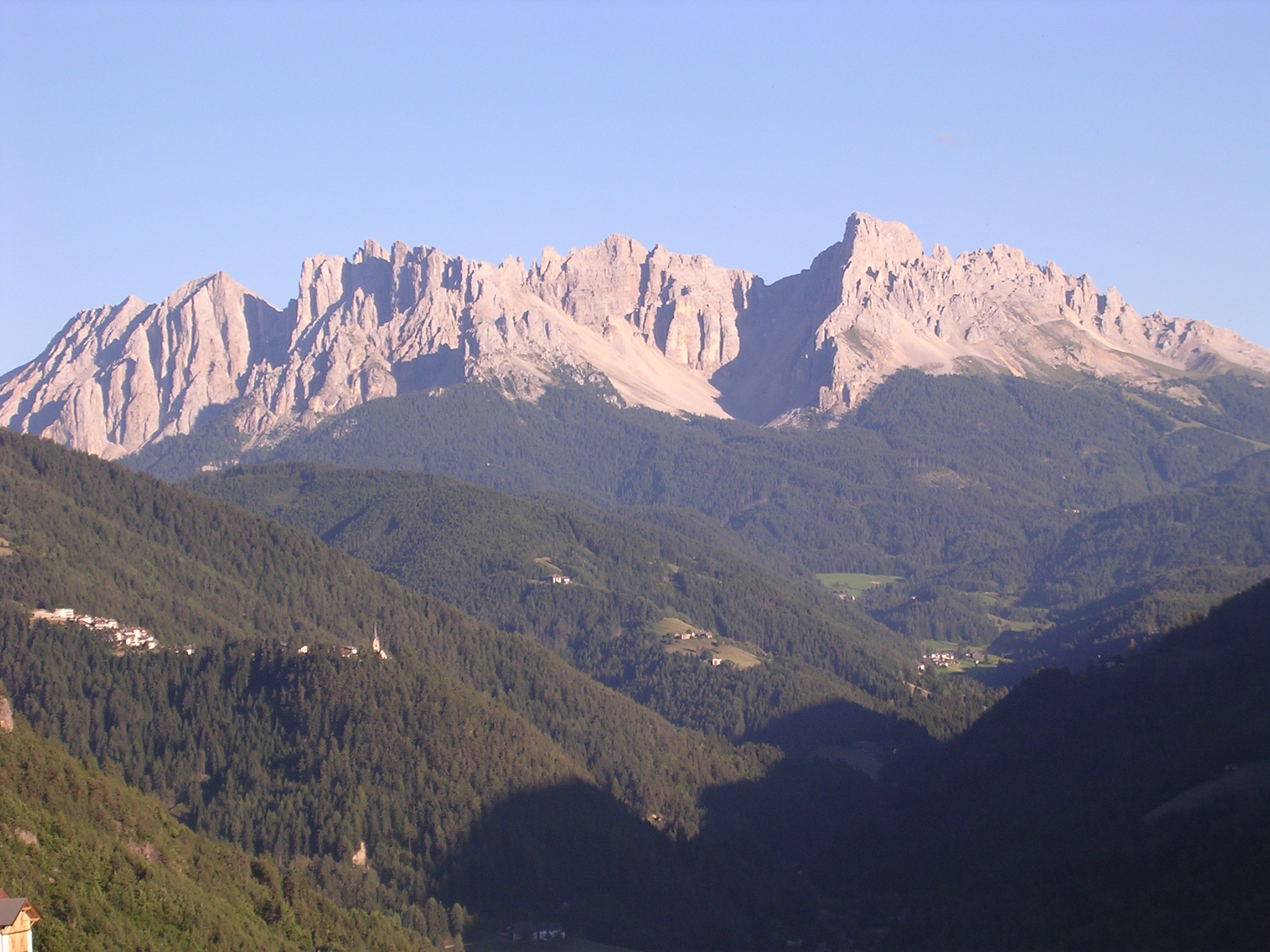
Latemar vist des de l'oest

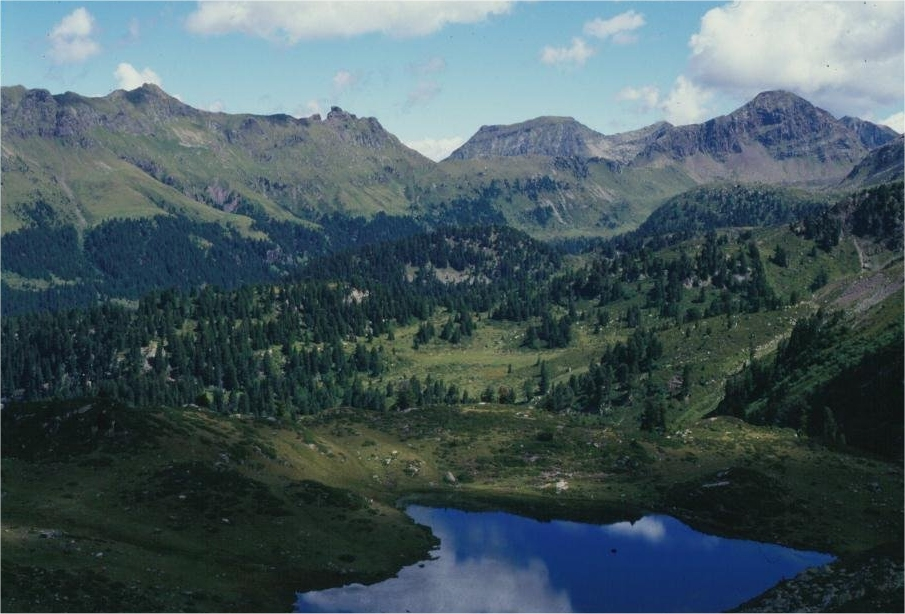
La carena de Lagorai

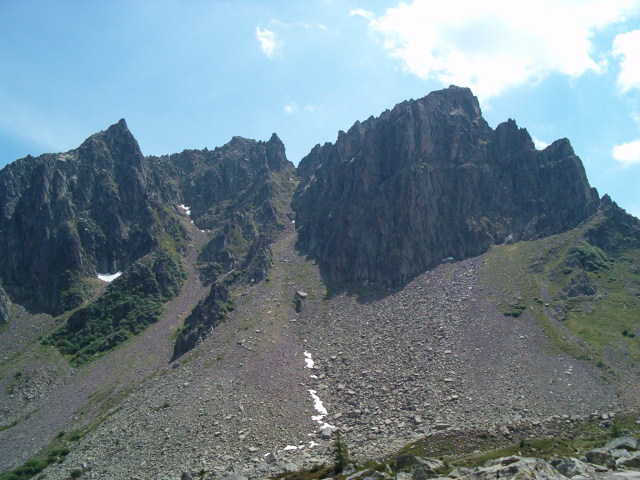
El Cauriol

- Cima d'Asta, 2.847 m
- Torre Christoannos, 2.800 m
- Schenon, 2.800 m
- Cima di Cece, 2.754 m
- Monte Colbricon, 2.602 m
- Cima Lastè, 2.682 m
- Monte Stelle delle Sute, 2.615 m
- Monte Cauriol, 2.494 m
- Monte Croce, 2.488 m
- Cima Scanaiol, 2.467 m
- Cimon Rava, 2.434 m
- Cima di Sette Sella, 2.396 m
- Gronlait, 2.381 m

## Geologia
Encara que geogràficament a les Dolomites i sovint incloses a aquest massís, els Alps de Fiemme es distingeixen per la naturalesa de la roca: la dolomia deixa en gran part lloc al granit i al pòrfir.

## Activitats

### Estacions d'esports d'hivern
- Cavalese
- Levico Terme
- Deutschnofen
- Predazzo
- San Martino di Castrozza
- Tesero
- Ziano di Fiemme

### Senderisme

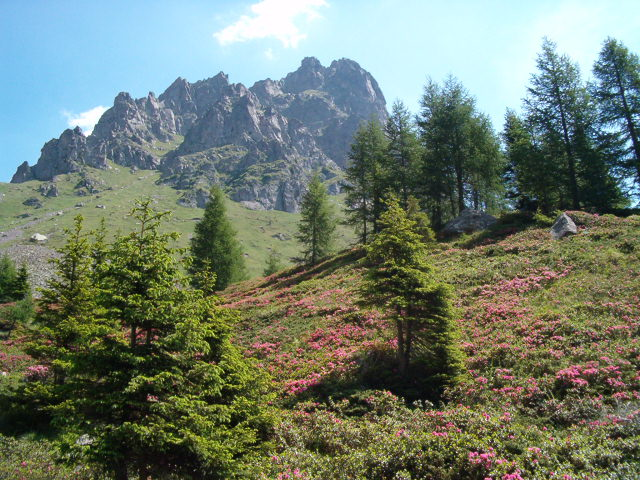
Mont Cauriol des de l'alta vall del Vanoi

Les carenes de Latemar i Lagorai es presten molt bé a la pràctica del Senderisme.

### Economia local
La ramaderia i la pastura de les vaques, cavalls i ovelles constitueixen l'activitat humana tradicional.